# Parque Rio das Pedras

O Parque Rio das Pedras é um bairro que pertence ao distrito de Barão Geraldo, em Campinas, trata-se de um bairro fechado com casas luxuosas e de altissimo padrão, sendo considerado os imoveis mais caros da cidade.
Possui ao sul o Residencial Barão do Café, a leste a Cidade Universitária, a nordeste a Chácara Belvedere e a oeste o Jardim do Sol.